# Isabel Rodríguez García
Isabel Rodríguez García (Abenójar, 5 de juny de 1981) és una  política espanyola, militant del PSOE i actual ministra d'habitatge del Govern d'Espanya.

## Biografia
Va cursar la carrera de Dret a la Universitat de Castella-la Manxa, obtenint la llicenciatura en l'any 2004. Va ser secretària general de la Comissió Executiva Provincial de  Joventuts Socialistes de Ciutat Real.
En les eleccions de 2004, va obtenir un escó al Senat per Ciudad Real, a les files del  PSOE convertint-se en la senadora més jove de la història d'Espanya.
A la Cambra alta va tenir els càrrecs de viceportaveu de la Comissió de Justícia i vocal a la Comissió de Defensa. Les seves ponències van ser el Projecte de Llei sobre l'accés a les professions d'advocat i procurador dels Tribunals i la Proposició de Llei sobre igualtat de l'home i la dona en l'ordre de successió dels títols nobiliaris. També ha participat en la Proposició de Llei Orgànica de modificació de la Llei Orgànica 6/1985, d'1 de juliol, del poder judicial, per perseguir extraterritorialment la pràctica de la mutilació genital femenina.
Al juny de 2007 va abandonar el seu escó al Senat per passar a ocupar el càrrec de directora general de Joventut a la Junta de Comunidades de Castella-la Manxa. Un any més tard, al Congrés regional del PSOE de Castella-la Manxa de juliol de 2008, va ser elegida Secretària de Comunicació i portaveu del PSOE regional.
L'1 de setembre de 2008 fou nomenada portaveu del Govern de Castella-la Manxa.
El juliol de 2021, fou nomenada Ministra de Política Territorial i Funció Pública del govern espanyol per Pedro Sánchez i portaveu del govern. El novembre de 2023, fou nomenada Ministra d'Habitatge i Agenda Urbana substituint a Raquel Sánchez i sent substituïda per Pilar Alegria com a portaveu del govern espanyol.

## Mandat electiu
- Març de 2004 - juny de 2007: senadora per Ciudad Real
- Novembre 2011 - actualitat: diputada Congrés dels Diputats per Ciudad Real

## Funcions governamentals
- A la Junta de Comunitats de Castella-la Manxa
  - Des de juny de 2007: directora general de Joventut
  - Des de setembre de 2008: portaveu del Govern

## Càrrecs orgànics
- Entre abril de 2005 i agost de 2008: secretària general de les Joventuts Socialistes de Ciutat Real (JSCR)
- Des de juliol de 2008: secretària de Comunicació i portaveu del PSOE de Castella-la Manxa (PSCLM-PSOE)